# Yūko Nakazawa
Pour les articles homonymes, voir Nakazawa.
Yūko Nakazawa (中澤裕子, Nakazawa Yūko, aussi transcrit Yuko ou Yuuko) est une chanteuse et actrice japonaise, née le 19 juin 1973 à Fukuchiyama, Kyoto.

## Biographie
Yūko Nakazawa débute en 1997 en tant que membre fondatrice du populaire groupe de J-pop féminin Morning Musume, sélectionnée après une audition dans le cadre de l'émission télévisée Asayan. De loin la plus âgée à 24 ans, une exception dans le monde des idoles japonaises, elle est nommée "leader" du groupe, de même que de l'ensemble du Hello! Project créé peu après. Elle débute parallèlement une carrière en solo dès 1998, au départ dans le genre enka, puis J-pop.  Elle joue avec ses collègues dans les films Morning Cop en 1998 et Pinch Runner en 2000. Elle présente l'émission télé Idol o Sagase! en duo avec Michiyo Heike en 1999, puis avec Atsuko Inaba de mars 2001 à mars 2002. Elle présente aussi celle des Morning Musume Hello! Morning régulièrement de 2000 à mi-2003, et six mois en 2005 en remplacement de Natsumi Abe suspendue.
Yūko Nakazawa quitte Morning Musume le 15 avril 2001 pour se consacrer pleinement à sa carrière solo, mais continue de chanter dans le cadre des concerts et autres manifestations du H!P. Elle participe aux albums de reprises de la série Folk Songs et aux groupes Shuffle Units provisoires Akagumi 4 (2000), H.P. All Stars (2004) et Puripuri Pink (2005). Elle anime des émissions de radio, et mène aussi une carrière d'actrice de drama et de théâtre, interprétant notamment l'infirmière de la 1re série Gokusen en 2002, et le rôle principal de la série drama Home Maker (ほーむめーかー) diffusée d'avril à juin 2004 sur la chaine TBS.
Yūko Nakazawa quitte le H!P le 31 mars 2009 avec les autres anciennes du Elder Club, transférée vers la maison mère Up-Front et le M-line club.
En juillet 2010, elle accompagne les Morning Musume à Paris à l'occasion de la 11e Japan Expo. Début 2011, elle forme le groupe Dream Morning Musume avec neuf de ses anciennes collègues de Morning Musume.
Après qu'elle a été pendant une dizaine d'années l'objet de plaisanteries amicales dans les médias au sujet de son statut de célibataire, inhabituel pour une Japonaise de son âge, le journal Sankei Sports annonce en décembre 2011 son futur mariage avec un président d'entreprise au printemps 2012, et le futur déménagement du couple à Fukuoka, loin de Tokyo, qui entrainera une diminution des activités de l'artiste.
Après la séparation de Dream Morning Musume en mars 2012, Yūko Nakazawa se marie officiellement le 1er avril suivant, puis annonce en juin à l'occasion de son 39e anniversaire être enceinte de cinq mois de son premier enfant. Elle donne naissance à une petite fille le 25 novembre 2012.
Le 7 mai 2015, la chanteuse met au monde son deuxième enfant ; elle fait l'annonce sur son blog le jour suivant et précise avoir un fils en bonne santé.

## Groupes
Au sein de Hello! Project
- Morning Musume (1997-2001)
- Akagumi 4 (2000)
- H.P. All Stars (2004)
- Hello! Project Shirogumi (2005)
- Puripuri Pink (2005)
- Elder Club (2007-2009)

Autres
- Afternoon Musume (2010)
- Ganbarō Nippon Ai wa Katsu Singers (2011)
- Dream Morning Musume (2011-2012)

## Discographie

### En solo
Singles
- 5 août 1998 : Karasu no Nyōbō (カラスの女房?)
- 2 décembre 1998 : Odaiba Moonlight Serenade (お台場ムーンライトセレナーデ?) (en duo avec Gen Takayama)
- 9 juin 1999 : Junjō Kōshinkyoku (純情行進曲?)
- 12 juillet 2000 : Shanghai no Kaze (上海の風?)
- 15 février 2001 : Kuyashi Namida Porori (悔し涙ぽろり?)
- 1er août 2001 : Futari Gurashi (二人暮し?)
- 28 août 2002 : Tokyo Bijin (東京美人?)
- 21 mai 2003 : Get Along with You
- 11 février 2004 : Genki no Nai Hi no Komoriuta / Nagaragawa no Hare (元気のない子守唄／長良川の晴れ?)
- 26 mai 2004 : Do My Best
- 27 septembre 2006 : Urara (うらら?)
- 10 octobre 2007 : Danna Sama (だんな様?)

Albums
- 12 décembre 1998 : Nakazawa Yūko Dai Isshō (中澤ゆうこ第一章?)
- 22 juillet 2004 : Dai Nishō ~Tsuyogari~ (第二章～強がり～?)

Best-of Albums
- 10 décembre 2008 : Legend (Mega Best)

Vidéos live
- 2003 : Shinshi wa Mini ga Osuki!
- 2004 : Yuko Nakazawa Chirstmas Live Tour 2004 Winter
- 2006 : Nakazawa Yuko FC Tour In Hokkaidō
- 2007 : TYPE-Y 2007 BIRTHDAY LIVE
- 2008 : Nakazawa Yuko Songs & Monologues ~Aki no Yonaga no Hitori goto~
- 2008 : Nakazawa Yuko Special Christmas Live 2007 ~Blanche~

### Avec Morning Musume
Singles
- 3 novembre 1997 : Ai no Tane (愛の種?)
- 28 janvier 1998 : Morning Coffee (モーニングコーヒー?) (+ ré-édition de 2005)
- 27 mai 1998 : Summer Night Town (サマーナイトタウン?) (+ ré-édition de 2005)
- 9 septembre 1998 : Daite Hold On Me! (抱いてHOLD ON ME!?) (+ ré-édition de 2005)
- 10 février 1999 : Memory Seishun no Hikari (Memory 青春の光?) (+ ré-édition de 2005)
- 12 mai 1999 : Manatsu no Kōsen (真夏の光線?) (+ ré-édition de 2005)
- 14 juillet 1999 : Furusato (ふるさと?) (+ ré-édition de 2005)
- 9 septembre 1999 : Love Machine (LOVEマシーン?) (+ ré-édition de 2005)
- 26 janvier 2000 : Koi no Dance Site (恋のダンスサイト?) (+ ré-édition de 2005)
- 17 mai 2000 : Happy Summer Wedding (ハッピーサマーウェディング?)
- 6 septembre 2000 : I Wish
- 13 décembre 2000 : Renai Revolution 21 (恋愛レボリューション21?)

Albums originaux
- 8 juillet 1998 : First Time (ファーストタイム?)
- 28 juillet 1999 : Second Morning (セカンドモーニング?)
- 29 mars 2000 : 3rd -Love Paradise- (3rd-LOVEパラダイス-?)

Autres albums
- 30 septembre 1998 : Morning Cop - Daite Hold On Me!  (モーニング刑事。～抱いてHOLD ON ME!～?) (mini album)
- 31 janvier 2001 :  Best! Morning Musume 1

(+ autres compilations du groupe)

### Autres participations
Singles
- 8 mars 2000 : Akai Nikkichō (赤い日記帳?) (avec Akagumi 4)
- 1er décembre 2004 : All for One & One for All! (avec H.P. All Stars)
- 22 juin 20052 : Hitoshirezu Mune wo Kanaderu Yoru no Aki (人知れず 胸を奏でる 夜の秋?) (avec Puripuri Pink)
- 22 juin 2011 : Ai wa Katsu (愛は勝つ?) (avec Ganbarō Nippon Ai wa Katsu Singers)
- 15 février 2012 : Shining Butterfly (シャイニング バタフライ?) (avec Dream Morning Musume)

Albums
- 18 avril 2001 : Together! -Tanpopo, Petit, Mini, Yūko- (compilation)
- 29 novembre 2001 : Folk Songs
- 22 mai 2002 : Folk Songs 2
- 23 octobre 2002 : FS3 Folk Songs 3
- 21 mai 2003 : FS4 Folk Songs 4
- 25 février 2004 : FS5 Sotsugyō
- 20 avril 2011 : Dreams 1 (ドリムス。①?) (avec Dream Morning Musume)

(+ autres compilations diverses)
Vidéos live
- 2002-02-28 : Folk Days ~Ichii Sayaka with Nakazawa Yūko~
- 2003/02/26 : Folk Songs 3 Live

## Filmographie
Films
- 1998 : Morning Cop ~Daite Hold on Me!~ (モーニング刑事。～抱いてHOLD ON ME!～?)
- 2001 : Pinch Runner (ピンチランナー?)
- 2003 : Minimoni ja Movie Okashi na Daibouken! (?) (voix)
- 2005 : Tetsujin 28 Gō (voix)
- 2011 : Twilight File VIII : Fighting Okan (ファイティング　オカン TWILIGHT FILE VIII?)
- 2011 : Koitani Bashi
- 2012 : Atsuhime Number 1 (篤姫ナンバー1?)

Séries TV
- 2001 : Beauty 7 (ビューティ7?)
- 2001 : Mutai Arata no Doubutsu Nikki ~Aiken Rosinante no Sainan~ (向井荒太の動物日記～愛犬ロシナンテの災難～?)
- 2002 : Ginza no Koi (ギンザの恋?)
- 2002 : Gokusen (ごくせん?) (infirmière)
- 2003 : Densetsu no Madame (伝説のマダム?)
- 2004 : Kochira Hon Ikegami Sho (こちら本池上署?) (eps 3, 4 et 5)
- 2004 : Home Maker (ほーむめーかー?) (rôle principal)
- 2007 : Getsuyô Golden (月曜ゴールデン?)

## Divers
Comédies musicales et théâtres
- 2001 : Footloose (フットルース?)
- 2003 : Edo no Hanayome (江戸の花嫁?)
- 2005 : Kasagi Shizuko Monogatari Wagauta Boogie Woogie (笠置シズ子物語 わが歌ブギウギ?)
- 2006 : Apache Toride no Koubou "Tomadoi no Nichiyoubi" (アパッチ砦の攻防「戸惑いの日曜日?)
- 2007 : Blue Blue Birthday (ぶるー・ブルー・バースディ?)
- 2007 : Saka no Gabai Baachan (佐賀のがばいばあちゃん?)
- 2010 : Boku wa Juuni-hitoe ni Koi wo Suru (?)

Émissions radio
- 2000-2001 : Nakazawa Yuko no All Night Nippon Super! (中澤裕子の all night nippon SUPER!?)
- 2002-2004 : Young Town Douyoubi (ヤングタウン土曜日?)
- 2004-2006 : Ki mama ni Classic (気ままにクラシック?)
- 2005-2008 : Majiasa! (マジアサ!?)
- 2008-.... : JAM PUNCH!

Photobooks
- Août 2001 : Feather
- Novembre 2002 : Watashi ga Omou, Konna Onna (私が思う、こんな女?)

Livres
- juillet 2002 : Kaishin (改心?)
- 17 novembre 2003 : Zutto Ushiro Kara Mite Kita (ずっと後ろから見てきた?)